# Dentalna medicina
Zobozdravstvo, znano tudi kot dentalna medicina je veja medicine, ki se osredotoča na zobovje, dlesni in usta . Obsega preučevanje, diagnosticiranje, preprečevanje, obvladovanje in zdravljenje bolezni, motenj in stanj v ustih, ki so najpogosteje osredotočeni na razvoj in razporeditev zob ter ustno sluznico.  Zobozdravstvo lahko zajema tudi druge vidike kraniofacialnega kompleksa, vključno s temporomandibularnim sklepom . Zdravnik se imenuje zobozdravnik.
Zgodovina zobozdravstva je skoraj tako stara kot zgodovina človeštva in civilizacije, z najzgodnejšimi dokazi iz let 7000 pred našim štetjem do 5500 pred našim štetjem. Zobozdravstvo naj bi bilo prva specializacija v medicini, ki je razvila lastno akreditirano diplomo s svojimi specializacijami. Velikokrat se imenuje tudi medicinska specialnost stomatologija (preučevanje ust in njihovih motenj in bolezni), zaradi česar se oba izraza v nekaterih regijah uporabljata zamenljivo. Vendar pa je za nekatere specialnosti, kot je oralna in maksilofacialna kirurgija (rekonstrukcija obraza), morda potrebna medicinska in zobozdravstvena diploma. 
Zobozdravstvene posege izvaja zobozdravniški tim, ki ga pogosto sestavljajo zobozdravnik in zobozdravstveni sodelavci (zobni asistenti, zobni higieniki, zobni tehniki, pa tudi zobni terapevti). Večina zobozdravnikov bodisi dela v zasebnih ordinacijah (primarna oskrba), zobozdravstvenih bolnišnicah (sekundarna oskrba) in ustanovah (zapori, šole, univerze).
Zobozdravstvo se velikokrat deli na preventivno nego zob in pravilno hranjenje, ki bi zmanjšalo presežke škodljivih snovi, ki razkrajajo zobovje in dlesni. Zobozdravstvo kot dejavnost se ukvarja deloma s preventivo z spodbujanjem nege zob skozi pravilno nego zob, uporabo flouridne vode, zobne paste, zobne ščetke, nitke, različnih preparatov, in tako obogatijo s pravilnim vedenjem uporabnika zobozdravstvenih storitev, ki mu ni treba poseči po bolj invazivnih postopkih, ki se ukvarjajo s ohranjanjem zobovja ali njegovih funkcij. Zobozdravnik lahko ugotovi koristne podatke o bodoči negi s radiologijo ali preiskavo krvi, nekatere zobne težave imajo vplive tudi na srčne bolezni.

## Zdravljenje zob
Zobozdravstvo običajno obsega medicinsko prakso povezano z ustno votlino. Po podatkih Svetovne zdravstvene organizacije so ustne bolezni velik problem javnega zdravja zaradi visoke pojavnosti in razširjenosti po vsem svetu, pri čemer so prikrajšani bolj prizadeti kot druge socialno-ekonomske skupine.
Večina zobozdravstvenih zdravljenj se izvaja za preprečevanje ali zdravljenje dveh najpogostejših bolezni ustne votline, ki sta zobni karies (zobna gniloba) in parodontalna bolezen (bolezen dlesni ali pioreja). Običajno zdravljenje vključuje obnovo zob, ekstrakcijo (odstranitev zoba brez poškodb oživčene preostale votline, na primer jezika - kirurško odstranitev zob), luščenje in skobljanje korenin, endodontsko zdravljenje koreninskih kanalov in kozmetično zobozdravstvo.
Glede na splošno zdravstveno urjenje lahko zobozdravniki opravljajo brez specializacije večino zobozdravstvenih posegov, kot so obnovitvena (plombe, krone, mostički), protetična (proteze), endodontska (koreninska) terapija, paradontalna (dlesni) terapija in ekstrakcijo zob ter opravljanje pregledov, radiografij (rentgenov) in diagnostike. Zobozdravniki lahko predpišejo tudi zdravila, kot so antibiotiki, pomirjevala in katera koli druga zdravila, ki se uporabljajo pri zdravljenju bolnikov.
Zobozdravniki spodbujajo tudi preprečevanje ustnih bolezni z ustrezno higieno in rednimi, dvakrat ali večkrat letno, pregledi za strokovno čiščenje in oceno. Ustne okužbe in vnetja lahko vplivajo na splošno zdravje, stanje v ustni votlini pa lahko kaže na sistemske bolezni, kot so osteoporoza, sladkorna bolezen ali rak .    Številne študije so tudi pokazale, da so bolezni dlesni povezane s povečanim tveganjem za sladkorno bolezen, srčne bolezni in prezgodnji porod . Koncept, da lahko ustno zdravje vpliva na sistemsko zdravje in bolezen, se imenuje "oralno-sistemsko zdravje".

## Izobraževanje in licenciranje
Študije kažejo, da lahko zobozdravniki, ki so diplomirali v različnih državah  ali celo na različnih zobozdravstvenih šolah v eni državi , sprejmejo različne klinične odločitve za isto klinično stanje. Na primer, zobozdravniki, ki so diplomirali na izraelskih zobozdravstvenih šolah, morda priporočajo odstranitev asimptomatskega prizadetega tretjega molarja (modrostnih zob) pogosteje kot zobozdravniki, ki so diplomirali na latinskoameriških ali vzhodnoevropskih zobozdravstvenih šolah. 
Nekateri zobozdravniki se po začetni diplomi dodatno izobražujejo, da se specializirajo. Katere predmete natančno priznavajo organi za registracijo zobozdravnikov, se razlikuje glede na lokacijo. Primeri vključujejo:
- Estetsko zobozdravstvo - Osredotoča se na izboljšanje videza ust, zob in nasmeha.
- Anesteziologija [13] – Posebnost zobozdravstva, ki se ukvarja z napredno uporabo splošne anestezije, sedacije in obvladovanja bolečine za olajšanje zobozdravstvenih posegov.
- Zobozdravstveno javno zdravje – študij epidemiologije in politik socialnega zdravja, ki so pomembne za oralno zdravje.
- Endodontija (imenovana tudi endodontologija ) – zdravljenje koreninskih kanalov in preučevanje bolezni zobne pulpe in periapikalnih tkiv.
- Forenzična odontologija – Zbiranje in uporaba zobozdravstvenih dokazov v pravu. To lahko opravi vsak zobozdravnik z izkušnjami ali izobrazbo na tem področju. Funkcija forenzičnega zobozdravnika je predvsem dokumentiranje in preverjanje identitete.
- Geriatrično zobozdravstvo ali geriodontija – Zagotavljanje zobozdravstvene oskrbe starejšim odraslim, ki vključuje diagnozo, preprečevanje in zdravljenje težav, povezanih z normalnim staranjem in boleznimi, povezanimi s starostjo, kot del interdisciplinarne ekipe z drugimi zdravstvenimi delavci.
- Oralna in maksilofacialna patologija – preučevanje, diagnosticiranje in včasih zdravljenje oralnih in maksilofacialnih bolezni.
- Oralna in maksilofacialna radiologija – preučevanje in radiološka interpretacija oralnih in maksilofacialnih bolezni.
- Oralna in maksilofacialna kirurgija (imenovana tudi oralna kirurgija ) – ekstrakcije, vsadki in operacije čeljusti, ust in obraza. [14]
- Ustna biologija – Raziskave v zobni in kraniofacialni biologiji
- Oralna implantologija – umetnost in znanost nadomeščanja izpuljenih zob z zobnimi vsadki.
- Oralna medicina – Klinična ocena in diagnoza bolezni ustne sluznice
- Ortodontija in dentofacialna ortopedija – Ravnanje zob in modifikacija rasti srednjega obraza in mandibule.
- Otroško zobozdravstvo (imenovano tudi pedodontija ) – Zobozdravstvo za otroke
- Parodontologija (imenovana tudi parodontologija ) – preučevanje in zdravljenje bolezni parodonta (nekirurško in kirurško) ter namestitev in vzdrževanje zobnih vsadkov.
- Protetika (imenovana tudi protetično zobozdravstvo ) – zobne proteze, mostički in obnova vsadkov.
  - Nekateri protetiki so superspecializirani za maksilofacialno protetiko, ki je disciplina, ki se je prvotno ukvarjala z rehabilitacijo pacientov s prirojenimi obraznimi in ustnimi okvarami, kot sta razcepljena ustnica in nebo, ali pacientov, rojenih z nerazvitim ušesom ( mikrotija ). Danes večina čeljustnih protetikov povrne funkcijo in estetiko pacientom s pridobljenimi okvarami zaradi kirurške odstranitve tumorjev glave in vratu ali zaradi poškodb zaradi vojne ali prometnih nesreč.
- Zobozdravstvo za posebne potrebe (imenovano tudi zobozdravstvo za posebno nego ) – Zobozdravstvo za osebe z razvojnimi in pridobljenimi motnjami.
- Športno zobozdravstvo – veja športne medicine, ki se ukvarja s preprečevanjem in zdravljenjem poškodb zob in ustnih bolezni, povezanih s športom in vadbo. [15] Športni zobozdravnik deluje kot individualni svetovalec ali kot član Športnomedicinskega tima.
- Veterinarska stomatologija – Področje zobozdravstva, ki se uporablja za oskrbo živali. Je posebnost veterinarske medicine . [16] [17]

## Poglej tudi
1. ↑  »Glossary of Dental Clinical and Administrative Terms«. American Dental Association. Arhivirano iz prvotnega spletišča dne 6. marca 2016. Pridobljeno 1. februarja 2014.
2. ↑  »Stone age man used dentist drill«. BBC News. 6. april 2006. Pridobljeno 24. maja 2010.
3. ↑  Suddick, RP; Harris, NO (1990). »Historical perspectives of oral biology: a series«. Critical Reviews in Oral Biology and Medicine. 1 (2): 135–51. doi:10.1177/10454411900010020301. PMID 2129621.
4. ↑  Gambhir RS (2015). »Primary care in dentistry – an untapped potential«. Journal of Family Medicine and Primary Care (Review). 4 (1): 13–18. doi:10.4103/2249-4863.152239. PMC 4366984. PMID 25810982.
5. ↑  »What is the burden of oral disease?«. WHO. Arhivirano iz prvotnega spletišča dne 30. junija 2004. Pridobljeno 6. junija 2017.
6. ↑  »American Academy of Cosmetic Dentistry | Dental CE Courses«. aacd.com. Pridobljeno 21. oktobra 2019.
7. ↑  »Diagnosis of Celiac Disease«. National Institute of Health (NIH). Arhivirano iz prvotnega spletišča dne 15. maja 2017. Pridobljeno 6. junija 2017.
8. ↑  Estrella MR, Boynton JR (2010). »General dentistry's role in the care for children with special needs: a review«. Gen Dent (Review). 58 (3): 222–29. PMID 20478802.
9. ↑  da Fonseca MA (2010). »Dental and oral care for chronically ill children and adolescents«. Gen Dent (Review). 58 (3): 204–09, quiz 210–11. PMID 20478800.
10. ↑  Zadik Yehuda; Levin Liran (Januar 2008). »Clinical decision making in restorative dentistry, endodontics, and antibiotic prescription«. J Dent Educ. 72 (1): 81–86. doi:10.1002/j.0022-0337.2008.72.1.tb04456.x. PMID 18172239.
11. ↑  Zadik Yehuda; Levin Liran (april 2006). »Decision making of Hebrew University and Tel Aviv University Dental Schools graduates in every day dentistry—is there a difference?«. J Isr Dent Assoc. 23 (2): 19–23. PMID 16886872.{{navedi časopis}}:  Vzdrževanje CS1: samodejni prevod datuma (povezava)
12. ↑  Zadik Yehuda; Levin Liran (april 2007). »Decision making of Israeli, East European, and South American dental school graduates in third molar surgery: is there a difference?«. J Oral Maxillofac Surg. 65 (4): 658–62. doi:10.1016/j.joms.2006.09.002. PMID 17368360.{{navedi časopis}}:  Vzdrževanje CS1: samodejni prevod datuma (povezava)
13. ↑  »Anesthesiology recognized as a dental specialty«. www.ada.org. Arhivirano iz prvotnega spletišča dne 21. septembra 2019. Pridobljeno 12. marca 2019.
14. ↑  The scope of Oral and maxillofacial surgery is variable. In some countries, both a medical and dental degree is required for training, and the scope includes head and neck oncology and craniofacial deformity.
15. ↑  »Sports dentistry«. FDI World Dental Federation. Arhivirano iz prvotnega spletišča dne 23. oktobra 2020. Pridobljeno 13. julija 2020.
16. ↑  »AVDC Home«. Avdc.org. 29. november 2009. Pridobljeno 18. aprila 2010.
17. ↑  »EVDC web site«. Evdc.info. Arhivirano iz prvotnega spletišča dne 5. septembra 2018. Pridobljeno 18. aprila 2010.